# Lorenz Hetzer
Lorenz Hetzer (bürgerlicher Name Georg Hetzer, auch Lorenz Hezer; * um 1628 in Volkach; † 11. September 1692) war von 1688 bis 1692 Abt des Prämonstratenserklosters Oberzell in Zell am Main.

## Oberzell vor Hetzer
In der ersten Hälfte des 17. Jahrhunderts geriet die Abtei in die Auseinandersetzungen im Dreißigjährigen Krieg. Zwischen 1631 und 1634 musste der Abt Leonhard Frank das Kloster sogar verlassen, weil die protestantischen Schweden die nahegelegene Stadt Würzburg besetzt hatten. Unter Hetzers Vorgänger Gottfried Bischof versuchte man die Zerstörungen aus der Kriegszeit zu beheben. So wurde die Klosterwirtschaft gefördert und ein Studienhaus in Würzburg gegründet.

## Leben
Lorenz Hetzer wurde als Georg Hetzer in der unterfränkischen Amtsstadt Volkach geboren. Wahrscheinlich kam er um das Jahr 1628 dort zur Welt. Über die Familie des späteren Abtes schweigen die Quellen. Ebenso liegt die schulische Ausbildung im Dunklen. Hetzer verließ seine Heimatstadt, um in Würzburg an der dortigen Universität ein Theologiestudium aufzunehmen. Er erwarb dort mit höchstem Lobe den Doktortitel der Theologie.
Als der Abt Gottfried Bischof im September 1688 starb, wurde eine Neuwahl nötig, die am 4. November 1688 stattfand und aus der der bereits sechzigjährige Lorenz Hetzer als Abt hervorging. In seiner Amtszeit versuchte man die Abgaben der Klosterdörfer zu vereinheitlichen und die Finanzen der Abtei zu konsolidieren. So wurde ein prächtiges Lehenbuch am 22. Februar 1689 fertiggestellt, in dem die Besitzungen von Oberzell gesammelt waren. Abt Lorenz starb am 11. September 1692.